# Valeriu Braniște
Valeriu Braniște (n. 10/22 ianuarie 1869, Cincu Mare, Comitatul Târnava-Mare, Austro-Ungaria – d. 1 ianuarie 1928, Lugoj, Timiș, România) a fost un publicist și om politic român, membru de onoare al Academiei Române.

## Biografie
Tatăl său, Moise Braniște a fost deputat, auscultant judecătoresc (mic funcționar judecătoresc), judecător, prim-pretor, iar mama sa a fost Maria, n. Vlad, fiica preotului unit Pavel Vlad, din Șaldorf (azi Mihăileni, Sibiu) lângă Șeica Mare, de pe Valea Buii. Părinții lui Valeriu Braniște au avut șase copii: Valeriu, Victor, Victoria, Valeria, Veturia și Virgilia.
Valeriu Braniște a făcut școala primară la Cincu Mare, Sighișoara și Săliște, studii gimnaziale la Brașov și Sibiu și universitare (Facultatea de litere și filozofie) la Budapesta și Viena (1887-1891). A fost licențiat în limba și literatura maghiară și limba germană. A susținut doctoratul în filozofie la Budapesta în anul 1891, cu o teză despre Andrei Mureșanu, în limba maghiară, intitulată Mureșianu András. În prealabil, în iunie 1891, a obținut „absolutorium” (licența) cu teza în limba și literatură maghiară: „Traducătorii maghiari ai lui Schiller”. 
În primii ani (1891-1893) este profesor la Școalele Centrale Române greco-ortodoxe din Brașov, unde predă limba maghiară (obligatorie în liceele românești din Transilvania). În anul 1892 și-a dat ultimul examen, cel de pedagogie, necesar pentru obținerea diplomei de profesor. În același an a organizat prima întrunire a „solidarității românilor gimnaziali” la Blaj.
A debutat cu articole științifice în Revista filologică maghiară.
În august 1893 este citat în vederea executării pedepsei de 8 zile în temnița de la Seghedin, pedeapsă primită din cauza duelului cu Cornel Scurtu, redactor la gazeta Tribuna din Sibiu.
A fost redactor la următoarele publicații ale vremii: Tribuna din Sibiu, din 17/29 august 1893, Dreptatea la Timișoara (1894-1895), acesta din urmă  fiind înființat împreună cu dr. C. Diaconovich, de asemenea  Drapelul la Lugoj (1901-1919), Patria (1897-1900, în Bucovina). La ziarul  Dreptatea a fost redactor responsabil și, de la 1 noiembrie 1894, și director, până la intrarea sa în închisoare (1895). Se ocupă și de ziarul Römanische Jahrbücher. Într-o serie de articole sfidează codul penal maghiar, pentru a susține cauza națională a românilor. Din aceste motive a fost târât prin numeroase procese de presă, iar în martie 1895 a fost condamnat pentru „agitații”, în nu mai puțin de 24 de procese, la 2 ani de închisoare și 1300 florini amendă.
Procesul de la Timișoara a început în 28 decembrie 1894, Braniște fiind acuzat pentru cele 72 de articole apărute în „Dreptatea”, în care era atacat guvernul de la Budapesta. Procurorul în proces a fost Elek Gozsdu, nepotul lui Emanuil Gojdu, iar apărarea a fost asigurată de Coriolan Brediceanu și de avocatul slovac Stefanovits, din Pojon. Așa cum s-a menționat mai sus verdictul a fost 2 ani închisoare și amendă.
A fost deținut în  închisoarea Seghedin (1893; 1918) și în închisoarea din Vác până în iulie 1896, când a fost amnistiat, după 15 luni de detenție, dar cu condiția să nu se mai întoarcă la Timișoara. În anul 1918, la 3/16 februarie a fost arestat și întemnițat la Seghedin sub acuzația de spionaj în favoarea României și în detrimentul armatei austro-ungare, însă a fost eliberat la 1 octombrie 1918, sub presiunea evenimentelor. Pe când erau deținuți la închisoarea din Vaț, fraților Valeriu și Victor Braniște li s-a interzis de către directorul închisorii să vorbească între ei românește, atunci când erau scoși afară.George Moroianu afirmă: "Cazul de la Vacz al fraților Braniște l-am povestit într-un articol din La Justice din 4 iunie 1895, pe prima pagină alături de articolul directorului ziarului Georges Clemenceau" (Citat din Drăghicescu Dumitru, op. cit.) În temnița din Seghedin, în anul 1918 scrie "Amintiri din închisoare", cea mai importantă scriere memorialistică a sa, care a fost publicată postum. În temnița din Seghedin îl cunoaște pe omul politic, scriitor, jurnalist și critic literar slovac Svetozár Hurban-Vajanský (1847-1916) căruia îi consacră numeroase pagini în „Amintiri...”
În iunie 1897 este invitat de Gheorghe Popovici (istoric) (poetul Teodor Robeanu) să preia redacția ziarului „Gazeta Bucovinei”. 
Pleacă în Bucovina, unde realizează o activitate în interesul luptei românilor pentru drepturi naționale. Înființează la Cernăuți gazeta Patria (Gazeta Bucovinei fiind în declin), în urma semnării unui contract de editare cu Modest Grigorcea - președinte delegat al comitetului de redacție al gazetei. Gazeta va apărea de trei ori pe săptămână, până în 1900. La Cernăuți, tactica sa se schimbă: nu mai apare în gazetă nici ca director, nici ca editor sau redactor, pentru a nu atrage suspiciunile autorităților. În realitate, el este cel care o conduce, o redactează propriu-zis, dar sub pseudonim. Concret, Valeriu Braniște „semna” editorialele sale cu un asterisc, foiletoanele cu „vbr” sau „b-a-z”, iar articolele cu caracter politic mai moderat cu numele său complet. Duce o campanie intensă împotriva politicii guvernului de la Viena. Acest fapt are drept consecință închiderea gazetei Patria și expulzarea lui Braniște din Bucovina de autoritățile austro-ungare, începând cu data de 18/30 iulie 1899. Cu toate acestea, el refuză să plece și se ascunde la moșia lui Iancu Flondor, până când va fi rechemat în Banat. Părăsește, deghizat, Bucovina, „travestit în vizitiu și cu caii și căruța lui Iancu Flondor”.
La Cernăuți o cunoaște  pe Aglaia, sora lui Eminescu și familia acesteia și obține mai multe documente pe care le publică în Convorbiri literare, în 1926: Izvodul de zestre al mamei lui Eminescu, Certificatele lui Eminescu, Scrisori de la Eminescu.
La 1900 i s-a încredințat conducerea ziarului bisăptămânal Drapelul, scos la Lugoj de niște intelectuali români din Banat, ziar pe care îl conduce 18 ani. Ziarul a fost stipendiat din vechea Românie de mai multe instituții: Banca Națională a României, Ministerul Lucrărilor Publice, Ministerul de Război.
În ziarele pe care le conduce a publicat, în afară de articolele cu caracter politic, o serie de monografii, comentarii istorice, descrieri de călătorie, schițe, evocări, amintiri. Dintre monografii sunt de reținut cele consacrate lui Ciprian Porumbescu, Alexandru Mocioni, Octavian Smigelschi și G. A. Petculescu. Comentariile și studiile literare sunt consacrate culturii și literaturii din Transilvania, ca de exemplu prezentarea unor poezii necunoscute ale lui Andrei Mureșianu, a unor aspecte din creația populară și a unor probleme de limbă.
În vara anului 1900 se căsătorește cu Maria (1872-1963), văduva profesorului de muzică Nicolae Popovici, de la Brașov.
În anul 1908 este numit director provizoriu al școalelor populare ortodoxe din Episcopia Caransebeșului și a contribuit la construirea școlii superioare civile de fete.
A fost membru marcant al Partidului Național Radical Român (1897). În anul 1910 este ales membru al comitetului național al Partidului Național Român . La invitația prim-ministrului conte Karoly Khuen Héderváry, ca membru al comitetului a susținut tratative pentru un pact electoral la alegerile din 1910, atât singur cât și însoțit de T. Mihali și Iuliu Maniu, tratative care însă au eșuat.
În anul 1907 și-a depus candidatura în cercul electoral Bocșa, fără rezultat pozitiv, datorită violențelor administrative.
În 3 noiembrie 1918 ia ființă Consiliul Național Român al comitatului Caraș-Severin, având în frunte pe Valeriu Braniște. George Dobrin și alții.
A fost membru al Marelui Sfat Național Român, ales în Adunarea Națională de la Alba Iulia, care l-a desemnat în Consiliul Dirigent.
Între 1918-1920 a făcut parte din Consiliul Dirigent al Transilvaniei, cu sediul la Sibiu. A fost mai întâi (din 2 decembrie 1918) ministru fără portofoliu, iar din 1919 ministru al cultelor și instrucțiunii publice în cadrul Consiliului Dirigent al Transilvaniei, în locul lui Vasile Goldiș, după plecarea acestuia la București. În calitate de ministru înființează mai multe școli românești secundare în diverse orașe ardelene. Cel mai mare merit al său a fost înființarea Universității românești din Cluj la 31 ianuarie 1920. După dizolvarea Consiliului Dirigent pe 4 aprilie 1920, s-a întors la Lugoj.
La 7 iunie 1919 este proclamat membru de onoare al Academiei Române. Este ales senator în circumscripția Marghita-Bihor, dar nu s-a prezentat la Senat.
În 1920 a plecat în misiune la Londra ca membru al delegației române la Conferința de Pace de la Paris.
În volumul Oameni, fapte, întîmplăriau fost publicate amintiri, schițe, portrete, „impresiuni”. Sunt de remarcat, în acest volum, amplele portrete ale lui Andrei Șaguna și George Pop de Băsești, acesta din urmă fiind publicat și în broșură.

## Scrieri
- (ed.), Deprinderi păgubitoare: sfaturi și învețeturi (sic - AT), Lugoj, Imprimeria Carol Traunfellner, 1902;
- Ciprian Porumbescu: Icoane din frământările unui suflet de artist, Lugoj, Editura Aurorurului, 1908;
- Pagini reslețe (sic - AT), Lugoj, Branisce V., 1910;
- Amintiri din închisoare, București, Tritonic, 2002.
- Mureșianu Andras.  Tanulmany az Erdely ruman irodalom, Köreböl, Budapesta, 1891
- Oameni, fapte, întîmplări. Prefață de D. Vatamaniuc. Editura Dacia Cluj-Napoca, 1980

## Alte publicații
- Societatea Teatrală G. A. Petculescu, Brașov, 1902;
- Tabla de la Lugoj: un monument prețios literar istoric, Lugoj, 1903;
- Muzică  și dansuri la români în veacurile XVI și XVII, Brașov, 1909;
- Alexandru Mocsonyi ca compositor și musician, Brașov, 1910;
- Coriolan Brediceanu, Lugoj,1911;
- Contestație contra rezultatului alegerii...4 mai 1921 în circ. Oravița, Lugoj, 1921;
- Andreiu B. de Șaguna, București, 1923;
- George Pop de Băsești, Cluj, 1923;
- Scrisoare către alegători, Lugoj, f. an;
- În slujba Bucovinei, în slujba neamului românesc. Reeditare de articole politice, Suceava,1998.
- De la Blaj la Alba Iulia, postum, 1980, 2003